# Minoria

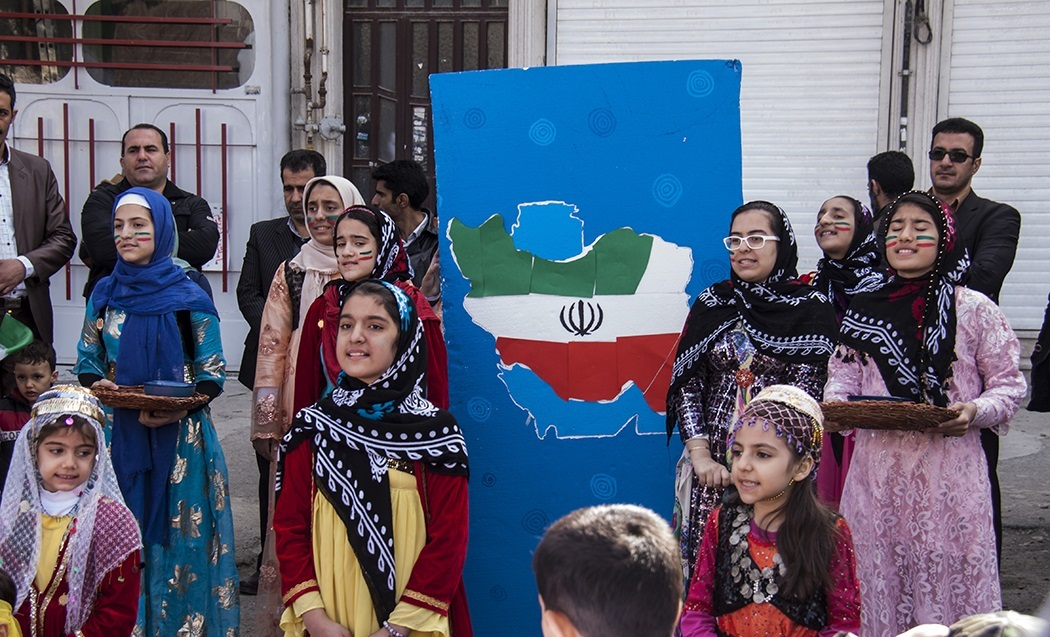
Manifestació de la minoria nacional kurda a Kermansah (Iran) l'11 de febrer del 2018, en l'aniversari de la Revolució de l'Iran.

El terme minoria fa referència a un grup de població humana numèricament minoritari i amb certes creences i costums, que permeten identificar els seus membres entre tots els habitants de la comunitat a la qual pertanyen. Experimenta un desavantatge en la participació a la societat en relació al grup dominant. Són una part menor dels individus que componen una nació, ciutat o comunitat i la seva especificitat pot venir donada per l'ètnia, la llengua, la ideologia, la religió, les preferències sexuals, etc.
Fent ús del marc d'interseccionalitat, cal reconèixer que tot individu pot ser membre alhora de diversos grups minoritaris com ara confessar una religió no majoritària i parlar una llengua minoritària. Quelcom vàlid per a l'efecte contrari. Així tot individu pot formar part d'un grup minoritari amb relació a una religió, per exemple, però formar part d'un grup majoritari amb relació a una llengua.
En el cas de grups amb una adscripció nacional diferent es pot definir com a minoria nacional, una accepció àmpliament descrita en la legislació internacional. L'expressió grup minoritari apareix tot sovint en discursos de drets civils i individuals degut a un tracte diferencial a la societat. El grup dominant tendeix a menyspreuar el grup no dominant. Això pot veure's reflectit en el tarannà de tot grup minoritari com ara al treball, l'atenció mèdica, l'educació, les compres, etc.
La desigualtat pot ocórrer de forma individual o estructuralment. És a dir, la discriminació pot venir de l'estructura mateixa amb què es gestiona una societat. El llenguatge dels drets de les minories es fa servir tot sovint per a discutir sobre lleis dissenyades per a protegir als grups minoritaris de la discriminació i atorgar-los el mateix estatut social que el grup dominant.
Avui dia com més va més es treballa per al respecte i la garantia dels drets de les minories. Si més no, d'això s'encarreguen òrgans internacionals com l'ONU. Mitjançant l'aprovació de lleis concretes, alguns governs miren de protegir les minories. Aquesta realitat és, però, matisable perquè per qüestions ideològiques, les minories no són sempre protegides i malgrat els tractats internacionals al seu respecte, continuen havent-hi processos de neteja ètnica al món.

## Definició
El terme minoria pot referir-se a diversos significats:
- l'estat d'una persona que no té encara l'edat legal i que no pot considerar-se com a plenament responsable dels seus actes en virtut de la seua maduresa.
- l'estadi d'inferioritat numèrica.
- la incapacitat d'exercir-se plenament sense la direcció d'altri.

Segons l'Enciclopèdia Catalana, la minoria és:
el "sector de la població d’un estat, d’una nació, etc., que difereix del sector numèricament majoritari o del sector efectivament dominant (que pot ésser sovint numèricament minoritari) pel que fa a l’ètnia, la llengua i la cultura, la religió o la ideologia, etc".

Consulta 19-03-2023

## Recerques sociològiques

### Característiques de la minoria
Els sociòlegs, dones com homes, donen dos tipus de definicions a la minoria.
La primera prové dels anys 1940 i és la més estesa. Louis Wirth definix la minoria com "un grup de gent que, a causa dels seus trets físics o culturals, és separat dels altres grups de la societat on viu, per a rebre un tracte diferenciat i desigual, i que, per conseqüent, fa que el grup es consideri ell mateix com a objecte de discriminació col·lectiva" [trd.].
Aquesta primera definició s'extrau de treballs relacionats amb l'urbanisme, però posa per davant que hi ha en tota societat un grup majoritari amb un estatut dominant, la qual cosa li confereix privilegis. Degut a aquest domini el grup minoritari no pot participar plenament a la societat.
La definició inclou criteris objectius i subjectius: 
- Objectivament el grup minoritari és atribuït per la societat, la qual es basa en els trets físics o comportamentals
- Subjectivament el grup minoritari és atribuït per la societat, però basant-se en criteris d'identitat o de solidaritat de grup

La segona definició prové de Charles Wagley i Marvin Harris, els quals definixen la minories amb uns trets concrets:
- són segments subordinats al conjunt de la societat
- són identificables pel físic o la cultura
- allò que els identifica és menyspreuat per la majoria
- l'exclusió fa prendre consciència de la diferència al si del grup
- normes socials comparties sobre qui pertany o no a la minoria
- tendència a casar-se entre la mateixa minoria

Totes dues definicions coincideixen en fer veure que la minoria presenta criteris que la diferencia d'altres grups, que necessita una presa de consciència de la situació minoritària i que hi ha una relació de poder entre el dominant i el subordinat.
Dita relació de poder fa emergir una situació de minoria sociològica, però també una altra de minoria numèrica. La dimensió sociològica ens deriva de l'estat de subordinació mentre que la numèrica es refereix únicament al gruix dels qui són en un grup o un altre.
Per tot això la minoria acaba constituint-se com a comunitat.

#### Crítiques amb relació a la definició de minoria
Existeix certa controvèrsia per l'ús del mot minoria atès que se'n fa un ús genèric i un altre d'acadèmic. L'ús comú del terme indica una minoria estadística; tanmateix, els acadèmics, de tots dos sexes, se'n serveixen per a referir-se a les relacions de poder entre el grup minoritari i majoritari.
La crítica es basa en el refús de la idea que un grup es pot considerar una minoria malgrat ser numèricament gros, de forma que no és una minoria numèrica, però sí sociològica.
Alguns sociòlegs han criticat el concepte de minoria/majoria tot argumentant que aquesta mena de llenguatge exclou o desatén les identiats culturals canviants o inestables, així com les afiliacions culturals mitjançant les fronteres nacionals. Per tot això l'expressió grups històricament exclosos (GHE) s'utilitza ben sovint de manera similar per a destacar el paper de l'opressió i la dominació històriques, i com tot plegat dona lloc a la infrarepresentació de determinats grups en àmbits variats de la vida social.

### Acció col·lectiva de les minories
Per a fer-se valdre les minories han fet d'ús d'allò que Faucheux i Moscovici qualifiquen de consistència. La consistència o la minoria consistent és l'estratègia d'influència utilitzada per tota minoria per a fer-se sentir i arribar a ocupar la majoria en casos determinats.
Les minories actuen en aquest cas amb una resposta repetida sistemàticament (diacronia) i un consens unànime entre tot el grup (sincronia), és a dir, actua en coherència i determinadament. El conflicte que provoca aquesta acció col·lectiva al si del grup majoritari permet reestructurar els judicis, les actituds i les opinions de la majoria.
Per a arribar-hi es fa ús sovint d'una negoaciació flexible i rígida alhora (Mugny, 1972) i d'un estil de comportament fluix. La minoria tendeix a mostrar-se més progressista que la majoria.

## Estatut legal de les minories

### Protecció de les minories
A nivell internacional l'ONU i la UNESCO treballen per a la protecció de les minories. El resultat generalitzat és força negatiu degut a l'ús partidista que en fan les grans potències com ara Rússia, els EUA, França o la Xina. Les minories de l'antiga Unió Soviètica han vist un reconeixement internacional mentre que les minories d'Amèrica no disposen ben sovint de cap mena de protecció.
A nivell legislatiu la Declaració de les Nacions Unides sobre els Drets de les Persones Pertanyents a Minories Nacionals o Ètniques, Religioses i Lingüístiques hauria de protegir les minories. La realitat és que existeixen processos de genocidi al món d'ençà la seva aprovació.
Oficialment el Consell d'Europa regula els drets de les minories a la Carta Europea de les Llengües Regionals o Minoritàries i al Conveni Marc per a la Protecció de les Minories Nacionals, però a la pràctica, així mateix ho fa saber l'informe publicat al mes de març del 2023 per part d'eurodiputats, els dos marcs legals són paper mullat.

### Gestió de les minories dins l'estat
El paper dels grups minoritaris varia segona l'estructura social d'un societat. També segons la voluntat política de la majoria a acceptar, tolerar i integrar la minoria. El grau de mobilitat social de la minoria varia segons l'obertura o el tancament de la societat. Exemples de societats tancades són l'Índia on la funció i el paper d'un individu no es pot canviar mai per l'existència d'un sistema de jerarquia basat en castes. La societat oberta, com ara Suïssa, la minoria pot canviar el seu rol i funció a la societat.
Les minories sempre han representat un maldecap en la història per al poder. Aquest sempre ha procurat tenir una massa de població homogènia. Qualsevol desviació és malvista. Una actitud adversa com aquesta restreny la llibertat d'expressió i de moviment. La gestió de les minories és doncs diversa en funció de l'estat.
Existeixen societats pluralistes en què la minoria no és discriminada i forma part integrant de l'estructura social. En aquests casos es fa ús ben sovint de la federació per a atogar graus d'independència institucional a les minories. És el cas de Suïssa o de Canadà. Però fins i tot en aquests dos casos, trobem diferències respecte a la relació de poder entre majoria i minoria. Suïssa es constitueix de diverses comunitats minoritàries que en conjunt formen la majoria. Cadascuna té els seus drets a protecció i cap de les quatre comunitats és regida per una llei asimètrica que perpetua el sotmetiment d'una part de la població a l'altra.
En canvi estats com Espanya, Bèlgica, Canadà, Rússia, el Regne Unit o la Xina acorden a les seves minories un tracte asmiètric mitjançant federacions o estatuts especials. Malgrat donar certa independència institucional, traduïda normalment en el dret a aprendre i comunicar-se amb el govern central en llengua materna, aquest règim fa persistir la desigulatat.
Existeixen igualment casos en què les minories no es respecten. És el cas de França, dels Estats Units, de Mèxic o d'Argentina. És rellevant haver parlat de tots aquests països perquè hi trobem diferents règims. Mentre França és centralista, els Estats Units són federals. Això vol dir que la federació no és sinònim de concessió a les minories.
D'altres casos comporten l'existència d'una minoria sociològica amb poder sobre la majoria, com ara el Paquistan, però també d'una minoria sociològica i numèrica que mira de sobreviure davant un paisatge divers provinent de les seves relacions comercials amb l'entorn. És el cas d'Andorra, Singapur o Luxemburg.
Les diferències en gestió de les minories són més pronunciades a l'Àsia on hi trobem règims de tota mena. Birmània constituïria un exemple d'això. Estat federal, existeixen zones federades, zones amb estatut especial i zones de centralitat.
En aquest sentit cal parlar de l'exclusió expressa de les minories promogudes per estats com ara Israel amb la població àrab o Xipre amb la població turca. Fins i tot problemes ètnics lligats a la no acceptació d'un nou estat de les coses, com ara a Letònia, Lituània, Ucraïna o Estònia. En efecte, en aquests països, la població russa que ha perviscut a la formació dels nous estats independents, no accepta pas la creació d'un estat nacional i per això es mobilitza contra les minories ètniques que representen letons, lituans o ucraïnesos amb relació a allò que va ser la Unió Soviètica.
Però tot això és parlar de les minories culturals de cada estat. Existeixen en paral·lel altres minories com les sexuals o religioses que en aquest cas també presenten una varació àmplia de gestió segons el país. De no acceptar cap diversitat com ara la Turquia, a acceptar-les gairebé totes, com als EUA, el ventall és força ampli i aquí la llei protegeix o persegueix segons el grau d'obertura.
El poder ha triat tot sovint el procés d'assimilació forçada per a aconseguir fer desaparèixer les seves minories i és el cas de la Xina, de Rússia o de França. Aquesta manera de fer pot prendre formes més lleus o més violentes com ara la neteja ètnica.

## Exemples de grups minoritaris
Existeixen tot un grup de minoris que s'han bellugat històricament per a fer valdre els seus drets:
- Minoria ètnica
- Minoria nacional
- Minoria involuntària
- Minoria voluntària
- Minoria sexual
- Persones amb diversitat funcional
- Minoria religiosa

Dins aquest ampli ventall, la dones són considerades un grup majoritari amb desavantatges propis de les minories.

## Història de les minories

### Edat antiga

#### Les minories sota Roma
L'antiga Roma era un imperi que s'expandia per a accedir a recursos. S'annexionaven territoris aliens ja poblats. La imposició del domini romà sobre l'extensa varietat de territoris als quals va accedir l'imperi va traduir-se en una política d'assimilació que feia desaparèixer les cultures autòctones. D'aquesta manera es formaven minories que amb el pas del temps desapareixien. El signe evident d'això era la substitució de les llengües maternes i pròpies pel llatí. D'aquí derivava la substitució cultural que s'expressa en l'àmbit artístic.
L'assimilació religiosa fou importantíssima per al manteniment de l'imperi. A Roma la religió era "pública perquè concernia el conjunt dels ciutadans" [trd.] (F. Giovani, 2017). No era imposada perquè a cada assimilació, també s'assimilava la religió aliena, és a dir, s'assimilava la religió autòctona. Això deriva en un sincretisme que mica en mica deixa lloc al culte imperial.
Però vora el segle IV aquesta realitat presenta problemes degut al cristianisme. Els primers cristians són una secta minoritària. A mesura que l'imperi necessita mà militar per a fer front a les invasions germàniques, es torna necessari allistar cristians. La negativa per part d'aquesta població els condueix a processos de persecussió. El cristianisme guanya amb aquesta política força més ressò i esdevé en poc temps una majoria. Això va ser principalment així gràcies a l'assimilació del cristianisme a les capes més altes de Roma.
A banda de les minories religioses, la dona era considerada legalment com una menor. Era segons ens ha arribat, objecte de l'home de la casa, únic membre de la família que podia aspirar a participar públicament. Així la dona constitueix en aquesta època una minoria social.

### Edat mitjana

#### Món musulmà
El món musulmà va ser durant l'edat mitjana més tolerant que el món cristià respecte a les minories. En efecte, cristians o jueus pogueren viure lliurament dins l'ampli territori conquerit. A canvi, se'ls atorgava un règim especial que els obligava a pagar un impost per a poder practicar les seves religions respectives. Però aquestes eren religions del llibre, de manera que els cismes cristians no eren tolerats, ni tampoc no l'eren les minories absorbides per les campanyes d'expansió. En aquest darrer cas s'assisteix a processos d'assimilació on l'àrab i l'islam són imposats a les minories.
En aquest context la dona no pot assumir cap rol públic. L'home a més de poder-se desenvolupar amb plenitud dels seus drets, té accés a la poligàmia. Mentre al món cristià aquesta és minoritària, la pràctica és numèricament més visible al món musulmà. A nivell religiós, diversos corrents de l'islam es formen en aquesta època. Les relacions de poder són de sotmissió de la majoria a la minoria segons l'establiment de nous estats. És a dir, a cada corrent, s'aprecia una fragmentació froterera i dins de cada estat, la tolerànica arriba a ser mínima en quant a les minories que queden del cisma partint. La manera en com s'ha d'aplicar l'islam genera doncs minories religioses.

#### Món cristià
A Europa l'estructura social es regia a l'edat mitjana mitjançant allò que l'historiador Georges Duby teoritza com a tres ordres. Una part de la població treballa als camps a canvi de la protecció espiritual (clergue) i militar (senyors) que ofereixen les altres dues parts de la població. El poble baix és majoritari numèricament. El seu estatut legal el condemna a la servitud. No hi ha mobilitat social, per tant, parlem d'una societat tancada. Això permetia a una classe senyorial acumular riquesa. L'estructura institucional lligava senyoria amb clergat de manera que el cristianisme era majoritari. Tot corrent religiós que no composés amb el dogma catòlic era reprimit durament. Això mateix visqueren cismes religiosos com el catarisme. A més a més, la pràctica del judaisme era acceptada, però marginada de la societat. Per tot això es conformen grups minoritaris religiosos que viuen d'amagat o amb alguns estatuts jurídics especials. És una època d'intrensigència religiosa. En aquest marc la dona no participa a la vida pública i torna a formar part de la minoria social.
A nivell lingüístic les llengües no constitueixen cap problema major per a les institucions establertes. La religió és el centre identitari. Ara bé, el llatí pateix una lenta evolució que deriva en el sorgiment de diferents llengües. Inicialment són expressions minoritàries. El llatí continua essent una llengua molt emprada. És la llengua de la Bíblia i de les institucions. El renaixement carolingi torna a donar força al llatí en l'àmbit escrit. Però, tot amb tot, hi ha un procés de substitució del llatí cap a les noves llengues neollatines. Canvien amb això les majories.

### Edat moderna
En aquesta època s'assisteix a Europa a una diversificació religiosa. El protestantisme col·lapsa l'Església catòlica. La intransigència d'aquesta respecte de les noves maneres de sentir-se cristià fa que Europa esclati en guerres sagnants d'intolerància religiosa. Les minories protestants es rebel·len contra el poder eclesiàstic que sostena Roma. El conflicte genera els primers tractats de tolerància cap a les minories.
En ultra, el procés de creació d'estats centralitzats genera una tendència a posar en valor les llengües vernacles en detriment del llatí. Les llengües neollatines com el castellà, el portuguès, el romanès o el francès són dotades de normes i literatura. Es transformen en un element identitari a mesura que la religió perd terreny. En aquest context, el centralisme francès exerceix influència i mira d'exterminar minories lingüístiques com els catalans, bretons o bascos. A l'est d'Europa, l'ús de privilegis per a cada unitat territorial perdura i això genera una fragmentació de territoris lingüísticament idèntics. Els processos de centralització hi són tardans, però quan actuen, miren d'imposar-se a les minories letones, txeques o poloneses. El gros, però, s'esdevé amb l'Imperi otomà. La identitat s'hi assimila a la religió i la presència de l'Imperi otomà a l'est d'Europa és malviscuda. Grecs, serbians o búlgars viuen en situació de discriminació religiosa, són minories cristianes.
Fora d'Europa, espanyols, britànics, francesos, neerlandesos i portuguesos, inicien els processos de colonització a Amèrica. Els europeus imposen les seves llengües i religions als pobles autòctons que colonitzen. Iniciada pels portuguesos, la tracta d'esclaus fa sorgir una minoria social, com la població autòctona, front una minoria numèrica, els europeus. Els autòctons són considerats com a pobles endarrerits i per la mateixa causa se'ls imposa un procés de neteja cultural i ètnica.

### Segle XIX

#### La formació dels estats nació
Als EUA i Anglaterra s’hi experimenta a conseqüència de la Il·lustració una aplicació progressiva del liberalisme. Fou un cop clau per a la les minories. En abolir l'Antic Règim, la Il·lustració instaura un règim d’igualtat sense diferències de classes, però també el respecte i la llibertat de culte. Es forma d’aquesta forma una nova configuració social que dona majoria a la minoria social que representava el tercer estat.
Dins el nou ordre establert per la Revolució Francesa, la dona és sotmesa a un estatut de minoria social. Malgrat ser numèricament nombrosa, és reglada a un règim patriarcal que tot i atorgar-li el dret a divorciar-se, la condemna a no poder expressar-se públicament.
Aquests progressos hagueren d’esperar a la Revolució Francesa per a estendre’s a tot el món. La primera fase de la seva aplicació sacseja Europa. El continent es reconfigura amb una “lluita ideològica i identitària de proporcions comparables al procés de reforma religiós del segle XVI” (E. R. Veieytez, 1998). El nacionalisme dibuixa noves fronteres sobre el dibuix que havia deixat l'Antic Règim. Un dibuix que es traçarà a la pràctica de dues maneres. El bloc occidental europeu “anirà consolidant-se mica en mica sobre l’herència de les monarquies centralistes”, mentre que el bloc oriental, fa “coexistir tres imperis multinacionals” que mantenen una minoria numèrica, com la germana, o una majoria numèrica, com la russa, en estat de domini legal i cultural (E. R. Veieytez, 1998). Això provoca conflictes constants i que deriven amb el ròssec del temps en les dues guerres mundials. L'imperialisme explica les relacions de poder.
La banda occidental, però, no es forma pas homogèniament. Les minories basca, irlandesa o catalana s'han de conformar amb traçats federals, la qual cosa es tradueix en asimetries legals que sotmeten minories lingüístiques i/o religioses a un domini cultural controlat per França, Anglaterra o Espanya. Això es deu a un despertar nacionalista més tardà, cosa igualment apreciable al nord d'Europa en països com ara Finlàndia, Dinamarca o Islàndia. En aquest àmbit, els traçats, que responen tots a ambicions imperialistes, deriven en conflictes duradors, com el cas belga. Les dues vessants del nacionalisme (obert o tancat) s'orquestren entre França i Alemanya per a imposar la voluntat d'estat, no pas popular, sobre minories lingüístiques.

#### El procés de secularització
Paral·lelament, el nou ordre instaurat amb la Revolució Francesa, canvia el poder que exercia l'Església catòlica i la religió com a element de socialització. En efecte, les necessitats del capital i la separació de poders, propugnada pel libarlisme, fa que la religió sigui reglada a un assumpte personal i intransferible de cada persona. Fet palpable en la laïcització de l'escola. L'Església catòlica intenta mantenir-se dins les aules i la vida pública, però ja no té el pes preponderant que posseïa a l'Edat moderna i mitjana, de forma que es va constituir com una minoria social. Malgrat que la religió continuï essent estructuradora de la societat, ja no socialitza i, per tant, rep un tracte asimètric. Això fa emergir al segle xix un corrent espiritualista entre la població que perdura durant tres segles. Dit sentiment pot ser majoritari o minoritari segons el nivell d'intervenció sobre els assumptes religiosos de l'estat.

#### El procés de colonització
Fora d'Europa, el nacionalisme s’aplica de forma diferent. A Amèrica la formulació d’un estat nació es fa sobre la base deixada pels colonitzadors. Ésser blanc, protestant i anglòfon o crioll, castellanoparlant (o lusòfon) i catòlic, esdevé la base identitària amb què es construeixen els nous estats i això exclou les minories autòctones que viuen un procés de neteja ètnica. Exemple d’això els Estats Units amb els amerindis, fins i tot l'Argentina. Aquest mateix model és exportat a Oceania, colònia carcerària britànica. Així es configuren noves minories i unes relacions de poder asimètriques. Els pobles amerindis deixen de tenir drets i són exclosos de la societat. El procés d’assimilació els condiciona a esdevenir una minoria social i numèrica. Però, endemés, paral·lelament, es formen noves minories dins aquest model de Blanc, Anglòfon i Protestant (WASP). La població colona francòfona de Canadà és objecte d’assimilació un cop adquirit el territori quebequès.
A l'Àfrica i l'Àsia, la minoria social correspon als europeus, recentment instal·lats. Exploren els continents per a fer-se amb les matèries primeres i en l’intent sotmeten les majories socials locals a un règim dictatorial i d’explotació. L'esclavisme n’és únicament la punta. Així es constitueix una majoria social, que correspon a la població autòctona, sense drets. Se la tracta com a simple objecte de canvi en el mercat global de l'esclavisme. Per a mantenir el règim, els europeus, una minoria numèrica, però posseïdora de materials bèl·lics per a defensar-se, promouen l’animadversió dins la població autòctona mateixa. Països amb gran diversitat religiosa i lingüística es veuen sacsejats per la política del tots contra tots. Britànics o francesos, fins i tot portuguesos, tendiren a posar budistes, hinduistes, etc, contra altres comunitats religioses, i comunitats lingüístiques contra elles mateixes. La majoria social viu un procés lent d’extermini ètnic i/o cultural.

#### El creixement cientifista
El segle xix viu un gran progrés gràcies al desenvolupament de la ciència. Juntament amb el progrés que va significar la Revolució Industrial, neixen corrents racialistes que propugnen aplicar el darwinisme social. La ideologia del progrés constant genera d'aquesta manera noves minories. Ésser negre és objecte de discriminació a Europa o Amèrica. Es classifica i s'etiqueta perquè hi ha un cert convenciment que l'home blanc ha evolucionat millor i cal sotmetre a la civilització la resta d'éssers humans. Així la població negra viu una situació de minoria social. És sotmesa a règims d'esclavitud o d'apartheid. De forma general existeixen drets per als homes blancs europeus. La resta de l'espectre poblacional és exclòs de la llei i de la societat. La declaració de drets humans no s'aplica a la pràctica a tothom. Als EUA el racisme i la tracta d'esclaus se salda amb una guerra civil.

### Segle XX

#### Guerres Mundials
Al començament del segle XX hi ha una continuïtat del segle anterior. El nacionalisme adquireix més força i les minories es pronuncien contra els projectes imperialistes de països com Àustria-Hongria, Espanya o Suècia. Tanmateix, "la desaparció dels imperis rus, truc i austríac" fa que nombrosos "pobles sotmesos" a la majoria dominant, "aconsegueixin la seva independència, fet que augmenta significativament el número dels estats", però que "redueixi alhora la importància numèrica de les comunitats minoritàries".
Als EUA els principis wilsonians miren de resoldre els problemes relacionats amb les majories i minories donant el dret a autodeterminació. Es crea la Societat de Nacions i vora els anys 1930 comencen a sorgir els primers moviments anticolonials, com ara a l'Índia. Es redefineix el principi de nacionalitat, però som lluny del reconeixement de totes les minories o de la seva protecció efectiva. Resten excloses moltes nacions, així com les poblacions ameríndies. Els EUA es fan enrere a l'hora de participar en la Societat de Nacions.
Amb tot les ambicions imperalistes no han pas desaparegut perquè contràriament a allò que expliquen els guanyadors, la guerra no acabà amb els imperis, més aviat ensorrà els imperis rivals a França i el Regne Unit. Així continua havent-hi una situació deplorable a les colònies africanes. A l'Àsia també hi creix la combinatòria de nacionalisme i imperialisme. El Japó vol fer-se amb tot el continent.
Les "atrocitats comeses durant la Segona Guerra Mundial" (E. R. Veieytez, 1998) contra les minories jueva, homosexual, gitana o contra discapacitats, fa que hi hagi una "reacció ideològica" (E. R. Veieytez, 1998) forta contra tot intent de neteja ètnica. El sentiment generalitzat és de "convulsió a la consciència col·lectiva" (E. R. Veieytez, 1998) i de resultes d'això es redefineix la Societat de Nacions. L'Organització de les Nacions Unides assumeix entre altres càrrecs més, el de protegir les minories.

#### Guerra Freda
Aviat es fa pal·lesa la inutilitat de l'ONU. Els seus mateixos promotors (els Estats Units) perpetuen guerres ideològiques on les minories són objecte de bombardejos. Exemple d'això la Guerra al Vietnam. El comunisme, per la seva banda, tampoc no ajuda a protegir les minories. Entèn el nacionalisme com un al·licient per a alienar les masses i per aquesta raó fa la guerra no només a la diversitat lingüística. S'ataca en efecte a la diversitat religiosa, un al·licient més per al comunisme.
La polaritat de la Guerra Freda contribueix a la inacció respecte de la protecció de les minories. Tornen a repetir-se les netejes ètniques. Això no obstant, comença el procés de descolonització, que permet al continent africà viure en llibertat, sense la tutela dels imperis colonials europeus. La resistència d'aquests a veure desaparèixer les seves colònies engendra guerres sagnants. L'autodeterminació es pagarà molt durament.
I, malgrat tot això, a la pràctica, el llegat colonial no ha desaparegut. Les antigues colònies són objecte de domini econòmic, fet que els submergeix en una crisi econòmica perpètua. Paral·lelament, els nous traçats provoquen conflictes entre països o al si mateix dels països. La poca viabilitat del model estat nació per a algunes regions d'Àfrica fa que perdurin minories recloses. En aquest sentit la formació de nous estats a l'Àsia genera problemes. Sovint grans majories ètniques intenten imposar-se sobre minories religioses o lingüístiques.
En d'altres nivells, Occident s'obre a la llibertat sexual i mica en mica la dona comença a adquirir drets civils. Homosexuals, transexuals i altres minories surten a manifestar-se. Els EUA es veuen convulsionats per la segregació racial, així com l'apartheid separar negres de blancs a l'Àfrica del Sud.